# 扎鲁比诺港
扎鲁比诺港（俄语：порт Зару́бино）為俄罗斯滨海边疆区南部市鎮扎魯比諾的港口，於1972年开始修建，毗邻日本海西北部的三一湾。
1. ↑  . service.unece.org.   [2023-05-27]. （原始内容存档于2023-01-23）.